# Толстенко Володимир Леонідович
Володимир Леонідович Толстенко (нар. 27 травня 1950, м. Електросталь Московської області, РРФСР) — український політичний діяч, колишній народний депутат України.

## Біографія
Народився 27 травня 1950 у м. Електросталь Московської області в Росії.
За освітою — інженер економіст та юрист.
До травня 2006 року обіймав посаду керівника апарату Вищого господарського суду України. 
Протягом грудня 2007 — березня 2009 року та з вересня по грудень 2009 року був заступником Міністра юстиції України.
Помер на 74-му році життя 25 березня 2024 року. Похований на Лісовому кладовищі.

### Депутатська діяльність
Народний депутат України 5-го скликання з травня 2006 до листопада 2007 від Блоку Юлії Тимошенко, № 80 в списку. На час виборів: керівник апарату Вищого господарського суду України, безпартійний. Член фракції «Блоку Юлії Тимошенко» (травень — липень 2006). Голова підкомітету з питань процесуального законодавства Комітету з питань правосуддя (з липня 2006).
Народний депутат України 6-го скликання з березня 2010 до грудня 2012 від Партії регіонів, № 186 в списку. На час виборів: народний депутат України, безпартійний. Секретар Комітету з питань правової політики (з квітня 2010).
10 серпня 2012 року у другому читанні проголосував за Закон України «Про засади державної мовної політики», який суперечить Конституції України, не має фінансово-економічного обґрунтування і спрямований на знищення української мови. Закон було прийнято із порушеннями регламенту.

## Нагороди
- Почесна грамота Кабінету Міністрів України (12.2002).
- Грамота Верховної Ради України (2003).
- Почесна грамота Головного управління державної служби України (2004).
- Заслужений юрист України (12.2005).